# Angrangis
× Angrangis, (abreviado Angrs) en el comercio, es un híbrido intergenérico entre los géneros de orquídeas Aerangis × Angraecum. Fue publicado en Orchid Rev.  80(850): 162 (1972).